# Nepeta longiflora
Nepeta longiflora là một loài thực vật có hoa trong họ Hoa môi. Loài này được Vent. mô tả khoa học đầu tiên năm 1802.